# 雷波县
雷波县（羅馬化：mop bbo xiep）是中国四川省凉山彝族自治州所辖的一个县。总面积2932平方公里，2020年11月常住人口240149人。
彝文全称“嘎尔莫波”（羅馬化：Gatlyp Mopbbo），意为“像锅庄石一样鼎立的一座大山”。
1914年建县，属四川省第5行政督查区（乐山）专员公署。建县前建制或所属建制包括馬湖府、黄螂巡检司、雷波千万贯长官司、雷波理民抚夷府、雷波厅等，长期由阿卓土司家族执政。1950年8月25日，雷波县人民政府成立。1956年1月起划入凉山彝族自治州。

## 行政区划
雷波县下辖11个镇、10个乡：
锦城镇、西宁镇、汶水镇、黄琅镇、金沙镇、永盛镇、渡口镇、马颈子镇、上田坝镇、瓦岗镇、宝山镇、箐口乡、柑子乡、桂花乡、山棱岗乡、谷堆乡、拉咪乡、千万贯乡、莫红乡、巴姑乡和卡哈洛乡。

## 交通
- 353国道过境。

## 特产
雷波脐橙、马湖莼菜：中国地理标志产品。